# فيليب كوزمانوفسكي
فيليب كوزمانوفسكي مواليد 3 يوليو 1996 في بيتولا، جمهورية مقدونيا، هو لاعب كرة يد مقدوني يلعب كظهير أيسر. مثل منتخب مقدونيا لكرة اليد.

## سجل المنافسة
شارك في البطولات التالية:
- بطولة أوروبا لكرة اليد للرجال 2016

## روابط خارجية
- فيليب كوزمانوفسكي على موقع الاتحاد الدولي لكرة اليد (الإنجليزية)
- فيليب كوزمانوفسكي على موقع الاتحاد الأوروبي لكرة اليد (الإنجليزية)